# Macuna
El makuna (Baigana, Buhagana, Emoa, Ide, Jepa-Matsi, Macuna, Macuna-Erulia, Makuna, Paneroa, Roea, Suroa, Tabotiro Jejea, Umua, Wuhána, Yeba, Yebamasã, Yehpá Majsá, Yepá-Maxsá) és una llengua ameríndia que pertany al grup oriental de la família de les llengües tucanes. És parlada pels makuna. un grup ètnic que viu als afluents dels rius Apaporis i Miriti-Parana (a sota de Piriti-Parana) al departament de Vaupés a Colòmbia, així com un grup es troba l'estat de l'Amazones al Brasil.

## Fonologia
Vocals
|         | Anterior | Central | Posterior |
| ------- | -------- | ------- | --------- |
| Tancada | i i      | ɨ ɨ     | u u       |
| Mitjana | e e      |         | o o       |
| Oberta  |          | a a     |           |

Consonants
|            |            | Bilabial | Dental | Palatal | Velar | Glotal |
| ---------- | ---------- | -------- | ------ | ------- | ----- | ------ |
| Oclusives  | Sordes     | p p      | t t    |         | k k   |        |
| Oclusives  | Sonores    | b b      | d d    |         | g g   |        |
| Fricatives | Fricatives |          | s s    |         |       | h h    |
| Africades  | Sordes     |          |        | c t͡ʃ    |       |        |
| Africades  | Aspirades  |          |        | j d͡ʒ    |       |        |
| Líquides   | Líquides   |          | r r    |         |       |        |
| Semivocals | Semivocals | w w      |        |         |       |        |